# Echinodorus grandiflorus
Espèce
Echinodorus grandiflorus ou Echinodorus à grandes fleurs. Un synonyme : Echinodorus argentinensis.

## Origine
Cette espèce est présente au Brésil, en Argentine, à Cuba et au Mexique.

## Description
Ses feuilles peuvent atteindre 100 cm.

## Maintenance
On distingue plusieurs variétés. Echinodorus grandiflorus ssp. aureus n'est pas adaptée à la culture immergée. On la préférera en paludarium. Une autre variété, Echinodorus grandiflorus ssp. grandiflorus est idéale pour la culture immergée. Aucune remarque quant aux conditions physico-chimiques de l'eau. Température de 20 à 28 °C.